# Donald Jahraus
Donald „Don“ Jahraus (* 13. Juli 1892 in Salt Lake City, Utah; † 3. April 1963 in Los Angeles, Kalifornien) war ein US-amerikanischer Spezialeffektkünstler, der 1945 für Dreißig Sekunden über Tokio den Oscar in der Kategorie Beste visuelle Effekte erhielt.

## Leben
In den ersten Spielfilmen, an denen er mitarbeitete, wie Danger Lights, Flying Down to Rio und Der Zauberer von Oz war er für die Miniaturen zuständig. Bei Der Testpilot im Jahr 1938 arbeitete er erstmals als Spezialeffekt-Assistent. 1942 war er bei Stand by for Action schließlich für die Spezialeffekte verantwortlich. Für diesen Film wurde er zusammen mit A. Arnold Gillespie und Michael Steinore für den Oscar in der Kategorie Beste visuelle Effekte nominiert.
Im Folgejahr erhielt er den Preis schließlich für den Spielfilm Dreißig Sekunden über Tokio zusammen mit A. Arnold Gillespie, Warren Newcombe und Douglas Shearer. Seine dritte Nominierung für den Oscar erhielt er 1946 für den Kriegsfilm des Regisseurs John Ford, Schnellboote vor Bataan. Der letzte Spielfilm, an dem er mitarbeitete, war im Jahr 1956 Gaby.

## Filmografie
- 1930: Danger Lights
- 1932: Graf Zaroff – Genie des Bösen (The Most Dangerous Game)
- 1933: Flying Down to Rio
- 1935: Romance in Manhattan
- 1936: Marine gegen Liebeskummer (Follow the Fleet)
- 1938: Der Testpilot (Test Pilot)
- 1939: Der Zauberer von Oz (The Wizard of Oz)
- 1942: Stand by for Action
- 1943: Kampf in den Wolken (A Guy Named Joe)
- 1943: Pilot #5
- 1944: Dreißig Sekunden über Tokio (Thirty Seconds Over Tokyo)
- 1944: Meet Me in St. Louis
- 1945: Die Entscheidung (The Valley of Decision)
- 1945: Schnellboote vor Bataan (They Were Expendable)
- 1945: This Man’s Navy
- 1946: Das Vermächtnis (The Green Years)
- 1947: Taifun (Green Dolphin Street)
- 1947: The Beginning or the End
- 1948: Liebe an Bord (Luxury Liner)
- 1951: Quo Vadis?
- 1956: Gaby